# Бургплац
Бургплац (люкс. Buergplaz zu Huldang, нем. Burgplatz) — холм в коммуне Труавьерж на севере Люксембурга.
Высота — 559 м. Часто ошибочно считается самой высокой точкой Люксембурга (на вершине даже установлена памятная табличка). На самом деле Бургплац является второй по высоте точкой Люксембурга, уступая холму Кнайфф (560 м).

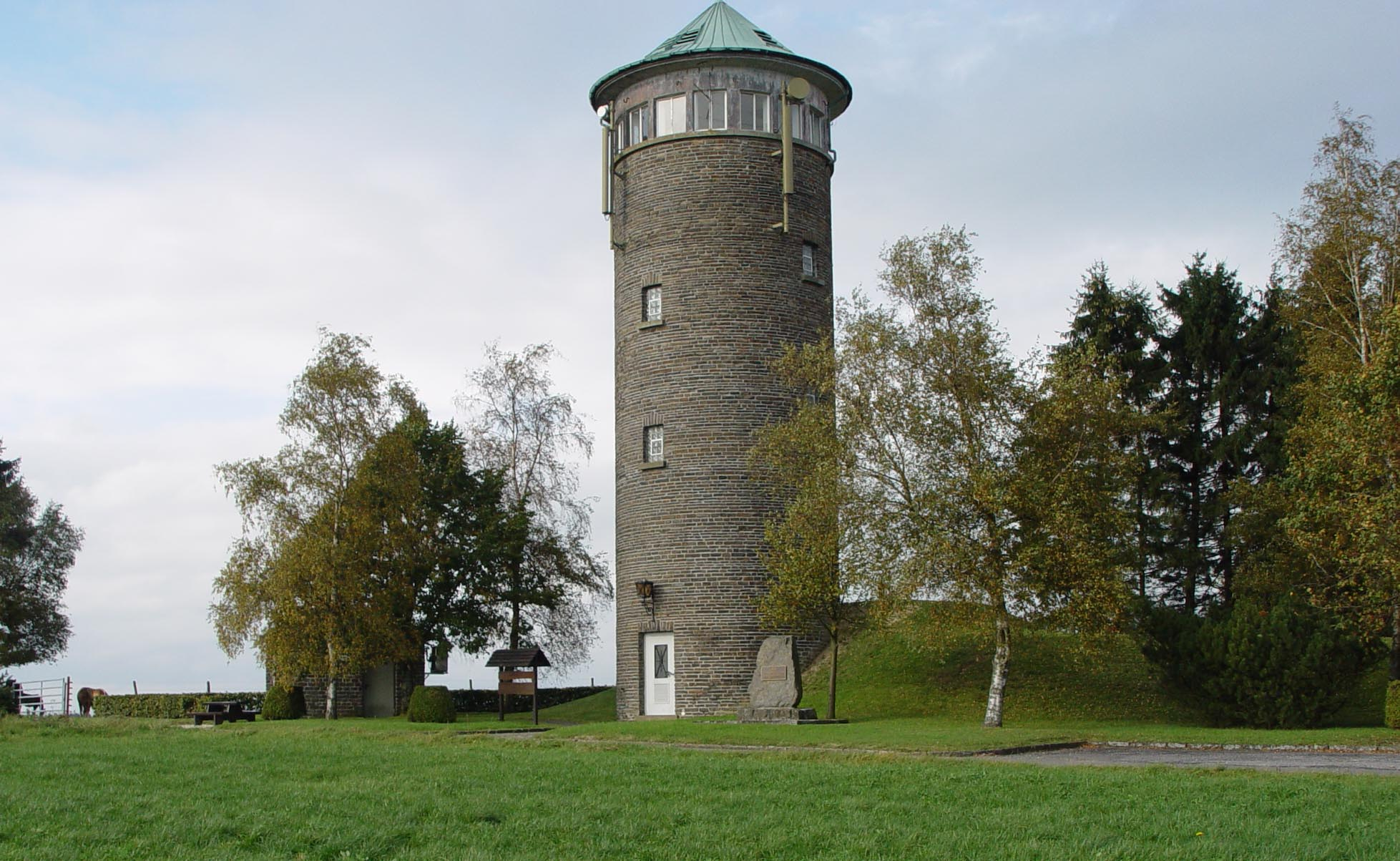
Водонапорная башня на вершине холма Бургплац
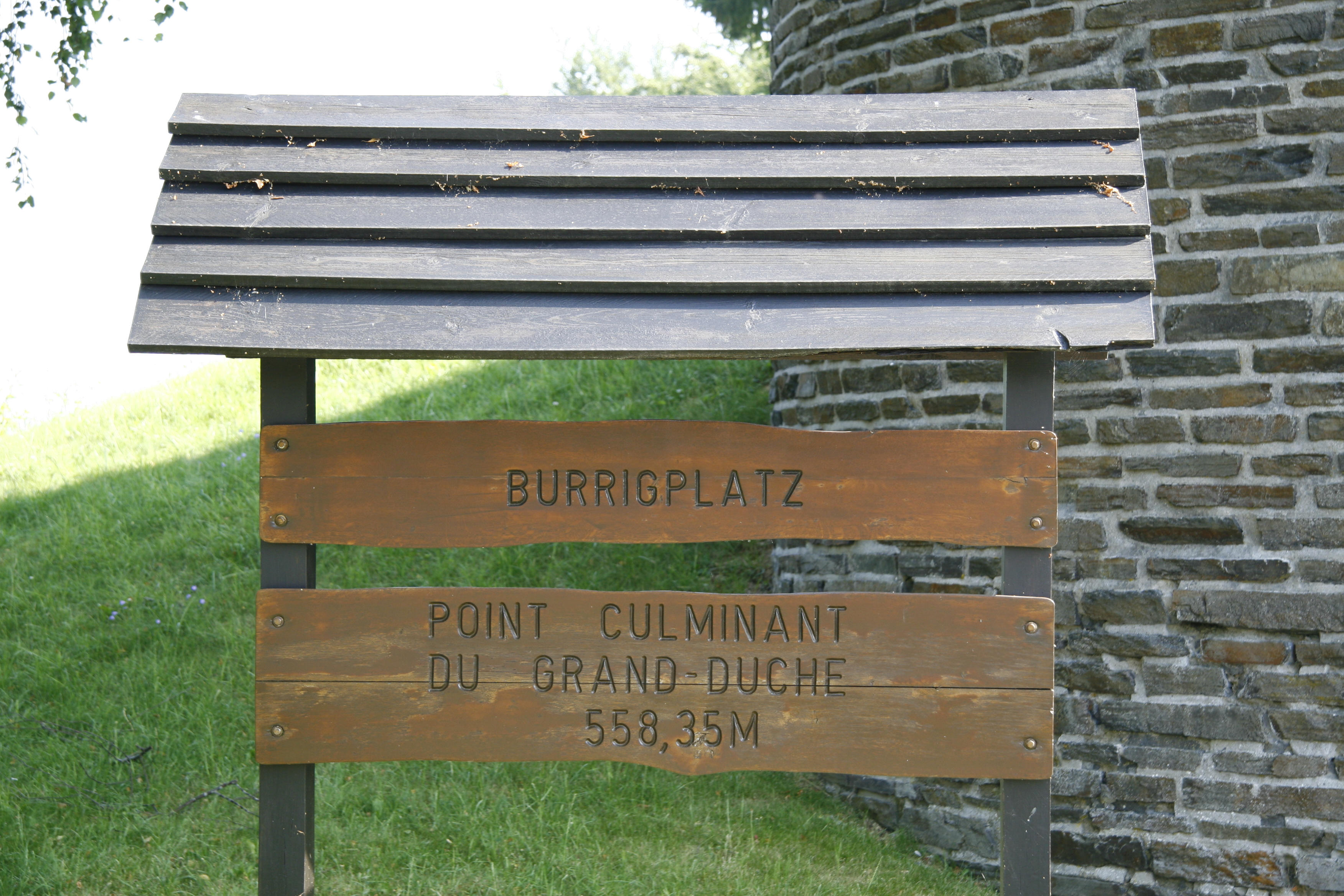
Памятная табличка
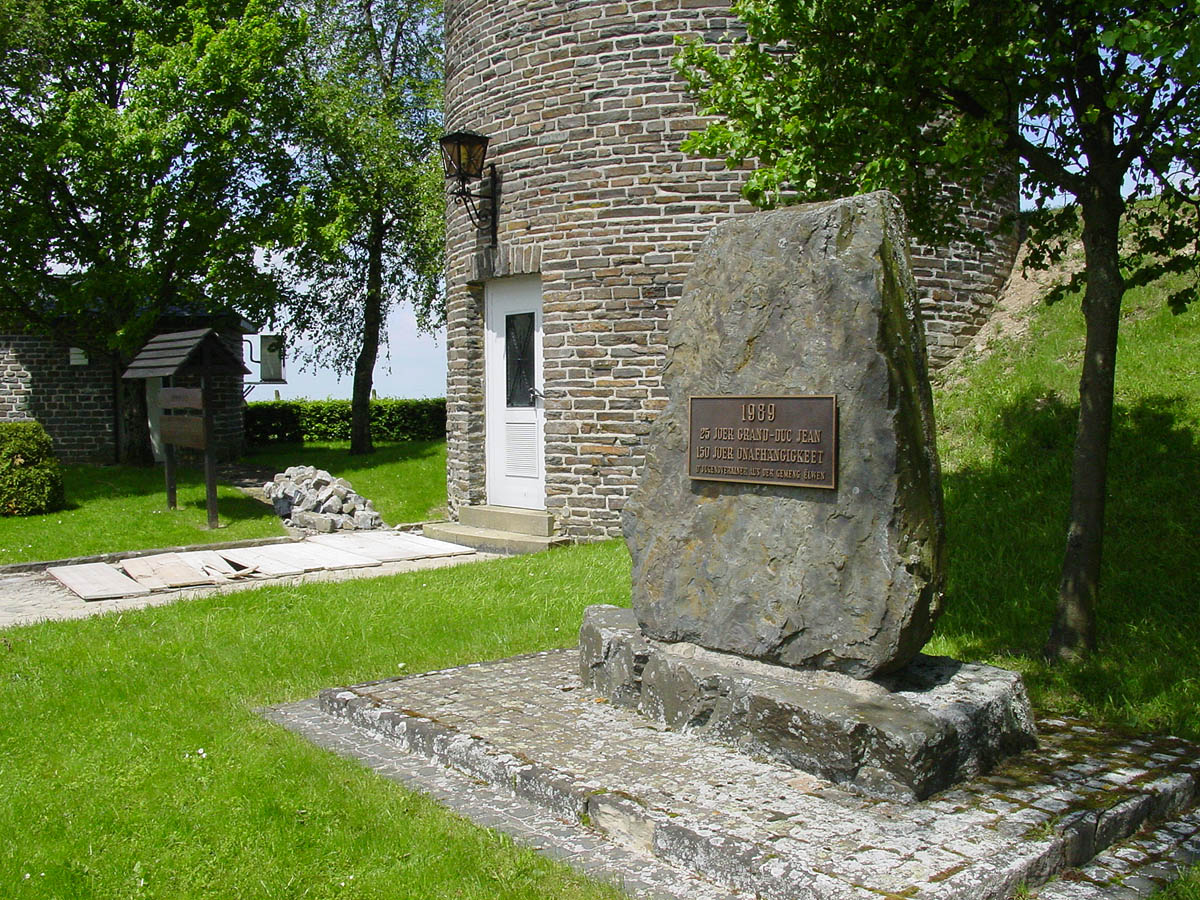
Водонапорная башня и камень на холме Бургплац